# Mario (franquicia)
La franquicia Mario (マリオ Mario?) es una franquicia multimedia japonesa creada por el diseñador de videojuegos japonés Shigeru Miyamoto para la empresa de videojuegos Nintendo, que produce y publica sus entregas. Es protagonizada por el fontanero italiano Mario. Es principalmente una franquicia de videojuegos, pero se ha extendido a otras formas de medios, incluidas series de televisión, cómics, un largometraje de 1993, una película animada de 2023 y atracciones de parques temáticos. La primera entrega de la franquicia fue Mario Bros. de 1983, aunque Mario había hecho su primera aparición en el videojuego arcade Donkey Kong de 1981, y ya había aparecido en varios videojuegos de las series Donkey Kong y Game & Watch. Los videojuegos de Mario han sido desarrollados por una amplia variedad de desarrolladores, incluidos Nintendo, Hudson Soft y AlphaDream. Los videojuegos de Mario se han lanzado casi exclusivamente para las distintas consolas de videojuegos y dispositivos portátiles de Nintendo, desde la tercera generación en adelante.
La subserie insignia de Mario es la serie de videojuegos de plataformas Super Mario que comenzó con Super Mario Bros. de 1985, en las que sigue las aventuras de Mario en el mundo ficticio del Reino Champiñón. Estos videojuegos recaen típicamente en la habilidad de saltar de este para permitirle progresar a través de los niveles. La franquicia ha generado más de 200 videojuegos de varios géneros y varias subseries, incluidos Mario Golf, Mario Kart, Mario Party, Mario Tennis, Mario vs. Donkey Kong, y Paper Mario; varios personajes introducidos en la franquicia de Mario, como Donkey Kong, Wario, Yoshi y Luigi, generaron sus propias franquicias exitosas.
La franquicia Mario es una de las franquicias de videojuegos más exitosas y reconocidas, y muchos de sus videojuegos, en particular los de la subserie Super Mario, se consideran algunos de los mejores videojuegos jamás creados. Es la franquicia de videojuegos más vendida de todos los tiempos, con más de 830 millones de copias vendidas de sus videojuegos, incluidos más de 430 millones solo de los videojuegos de Super Mario.

## Videojuegos

### Orígenes

#### Donkey Kong

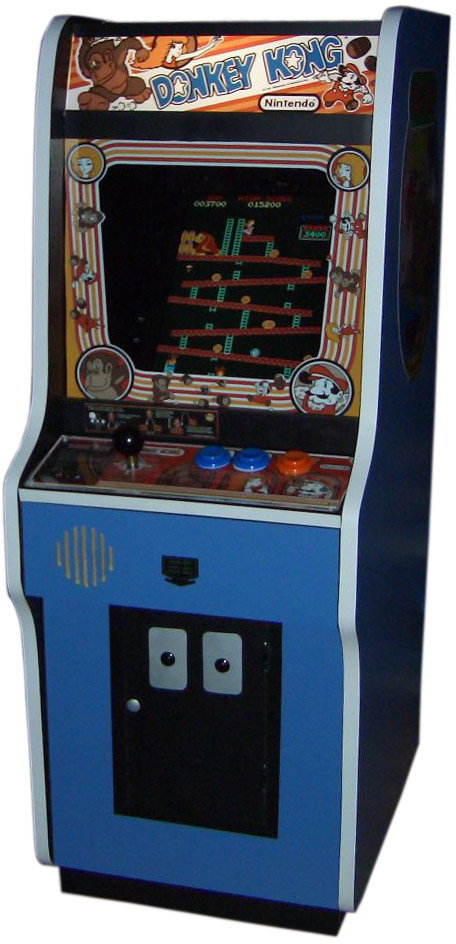
Una réplica de la cabina arcade de Donkey Kong.

Tras el fracaso comercial de Radar Scope, el presidente de Nintendo recurrió a Shigeru Miyamoto para crear un videojuego de arcade para salvar la empresa. Miyamoto llegó con la idea de un videojuego en el cual el personaje principal tiene que hacer su camino por una pista de obstáculos que consisten en plataformas inclinadas, escaleras y barriles rodantes. Miyamoto nombró al videojuego Donkey Kong, y a su protagonista principal «Jumpman». Donkey Kong es uno de los primeros videojuegos del género de plataformas. Además de presentar el objetivo de salvar a Pauline, el videojuego también le da un puntaje al jugador. Se le otorgan puntos por terminar niveles; saltar sobre obstáculos; destruir objetos con un potenciador de martillo; coleccionar objetos como sombreros, sombrillas y monederos y completar otras misiones. El videojuego tuvo un éxito sorprendente. Jumpman fue llamado «Mario» en ciertos materiales promocionales del lanzamiento del videojuego en el extranjero; dicho nombre provenía de Mario Segale, el propietario de las oficinas de Nintendo of America, quien irrumpió en una reunión para exigir el pago atrasado del alquiler. Finalmente el nombre de Jumpman se cambió a Mario de forma permanente e internacional. El éxito del videojuego dio lugar a ser llevado a varias consolas y a una secuela, Donkey Kong Jr., que es la única aparición de Mario como antagonista. Sin embargo, Donkey Kong 3 no agregó a Mario como personaje.

#### Mario Bros.
La marca Mario se usó por primera vez en un videojuego arcade posterior, Mario Bros., que introdujo al hermano de Mario, Luigi. El objetivo de este videojuego es derrotar a todos los enemigos en cada nivel. Cada nivel es una serie de plataformas con cuatro tuberías en cada esquina de la pantalla y en el centro se ubica un bloque llamado "POW". La jugabilidad de Mario Bros. involucra solo correr y saltar. A diferencia de títulos posteriores de Mario, los jugadores no pueden saltar sobre los enemigos hasta que sean volteados; esto se realiza saltando bajo la plataforma donde estos están o usando el bloque "POW". Ambos lados de cada nivel cuentan con un mecanismo que permite que el jugador salga de la pantalla a la izquierda y aparezca a la derecha y viceversa. El videojuego ha reaparecido en varias formas, incluyendo un minijuego en Super Mario Bros. 3 y en la serie de videojuegos de Super Mario Advance, y reimaginado como Mario Clash.

#### Game & Watch
Nintendo ha lanzado varios videojuegos LCD de Mario y Donkey Kong para la línea de consolas Game & Watch. 11 videojuegos fueron lanzados entre 1982 y 1994. Nintendo también licenció el lanzamiento de seis videojuegos LCD para la línea Game Watch de Nelsonic entre 1989 y 1994. Muchas nuevas versiones de los videojuegos Game & Watch han cambiado al protagonista de un personaje genérico de Mr. Game & Watch a Mario. En 2020, se lanzó una nueva versión de Super Mario Bros. en forma de Game & Watch, titulada Game & Watch: Super Mario Bros., para el 35.º aniversario del videojuego.

### Videojuegos de plataformas

#### SerieSuper Mario

Logo de la serie Super Mario.

En 1985, Mario se convirtió en el protagonista de su propio videojuego de plataformas de desplazamiento lateral titulado Super Mario Bros., el cual fue incluido como paquete junto a la consola Nintendo Entertainment System. En Japón, en 1986, fue lanzado un videojuego titulado Super Mario Bros. 2, pero en 1986 un videojuego diferente con el mismo nombre fue lanzado internacionalmente, seguido de Super Mario Bros. 3 más tarde ese mismo año. La versión japonesa sería lanzada en Estados Unidos en 1993 bajo el nombre Super Mario Bros.: The Lost Levels, como parte del videojuego Super Mario All-Stars para la consola Super Nintendo Entertainment System, una consola que también tuvo una continuación de la serie conocida como Super Mario World. Si bien Super Mario Land y sus dos secuelas fueron las entregas de Game Boy en la serie, Game Boy Advance no recibió ningún videojuego original, solo nuevas versiones. Super Mario 64 debutó como título de lanzamiento de la consola Nintendo 64 en 1996. Super Mario Sunshine fue el título para Nintendo GameCube y Super Mario Galaxy y su secuela fueron la continuación de la franquicia para la Wii. Super Mario 3D Land fue el título estrella de la serie para Nintendo 3DS. La Wii U tuvo el lanzamiento de Super Mario 3D World en 2013. Una reedición titulada Super Mario 3D World + Bowser's Fury fue lanzada en febrero de 2021. En 2017, Super Mario Odyssey fue la primera entrega de la serie para la Nintendo Switch.
En 2006, se inauguró una subserie con jugabilidad retro llamada New Super Mario Bros. para Nintendo DS, con la mecánica de los videojuegos de Super Mario Bros.. Continuó en la Wii como New Super Mario Bros. Wii (2009), en la 3DS como New Super Mario Bros. 2 (2012) y en la Wii U como New Super Mario Bros. U (2012) y New Super Luigi U (2013). Las entregas de Wii U fueron relanzadas en 2019 en Nintendo Switch con el título New Super Mario Bros. U Deluxe. El videojuego de creación de niveles Super Mario Maker, lanzado para Wii U en 2015, ofrece una jugabilidad al estilo de Super Mario Bros. En 2019, fue lanzada una secuela titulada Super Mario Maker 2 para Nintendo Switch. En 2023 fue lanzado Super Mario Bros. Wonder, después de 11 años sin títulos originales de la serie.
En 2016, el equipo detrás de New Super Mario Bros. lanzó Super Mario Run, que se convirtió en el primer videojuego para teléfonos inteligentes de Nintendo y uno de los pocos casos en que se desarrolló un videojuego de Mario para hardware que no es de Nintendo.

### Videojuegos de lógica

#### SerieDr. Mario

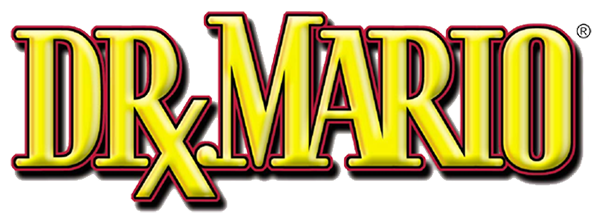
Logo de la serie Dr. Mario.

Dr. Mario (estilizado como D℞. Mario) es una serie de videojuegos de lógica de estilo arcade originalmente desarrollados por Nintendo Research & Development 1 y más tarde desarrollados por Arika y producidos por Nintendo Software Planning & Development. El primer videojuego de la serie, Dr. Mario, se lanzó en 1990 en la Nintendo Entertainment System y Game Boy, logrando un éxito crítico y comercial. En la serie Dr. Mario, el personaje Mario, que asume el papel de médico, tiene la tarea de erradicar virus mortales. El objetivo del jugador es destruir los virus que pueblan el campo de juego en pantalla mediante el uso de cápsulas de colores que caen al campo, de manera similar a Tetris. El jugador manipula las cápsulas a medida que caen para alinearse con virus de colores coincidentes, lo que los elimina del campo de juego. El jugador avanza en el videojuego eliminando todos los virus en la pantalla en cada nivel.
Tras el éxito comercial de Dr. Mario, Nintendo lanzó varios videojuegos posteriores con nuevos elementos. En 2001,  Dr. Mario 64 para Nintendo 64 introdujo nuevos modos de juego como el modo Historia, Score Attack y Marathon, Wario como un personaje jugable y un multijugador para cuatro jugadores. Después de una pausa de siete años, en 2008, Una pausa con... Dr. Mario para el servicio DSiWare de Nintendo DSi reintrodujo la serie en el mercado de los videojuegos portátiles. También en 2008, Dr. Mario & Bactericida para el servicio WiiWare de Wii presentó el multijugador en línea a la serie. En 2013, Dr. Luigi para Nintendo eShop de Wii U presentó a Luigi como personaje jugable, así como un modo de juego "L de Luigi" en el que todas las cápsulas asumen la forma de la letra "L". En 2015, Dr. Mario: Miracle Cure introduce un modo llamado "Laboratorio Experimental", donde se le presentan al jugador 50 desafíos para superar. En 2019 se lanzó Dr. Mario World, un videojuego para móviles.

#### SerieMario's Picross
Esta serie de videojuegos es una colección de rompecabezas lógicos -nonogramas- que implican una cuadrícula con números para cada fila y columna, que se refieren a la cantidad de cuadrados marcados dentro de la misma. Los videojuegos muestran a Mario como un arqueólogo quien hace cincelados para formar imágenes sobre la rejilla. Los videojuegos de esta serie son Mario's Picross y Picross 2 para Game Boy y Mario's Super Picross para la Super Famicom.

#### SerieMario vs. Donkey Kong
Mario vs. Donkey Kong es una subserie de videojuegos de la series de Mario y Donkey Kong, basada en videojuegos de rompecabezas, que vuelve a presentar a Pauline, así como la antigua rivalidad entre Mario y DK. En 2004 fue lanzado Mario vs. Donkey Kong para Game Boy Advance. El concepto del juego gira en torno a una combinación de elementos de plataformas y rompecabezas, que desafían a Mario a encontrar las llaves, alcanzar una puerta cerrada y rescatar a los Mini-Marios secuestrados por Donkey Kong. Dos años después, se lanzó Mario vs. Donkey Kong 2: La marcha de los minis para Nintendo DS, cuya trama gira alrededor del secuestro de Pauline por parte de Donkey Kong al rechazar un Mini DK. En este videojuego, el jugador ya no controla a Mario, sino a los Mini Marios a través de la pantalla táctil de la consola. Para la misma plataforma se lanzó Mario vs. Donkey Kong: Minis March Again! en 2009 a través de DSiWare, que mantiene el elemento del secuestro de Pauline y la misma jugabilidad que su predecesor, exceptuando que ya no se pueden controlar a los Minis una vez que se mueven, por lo que el jugador debe evitar que los Minis se caigan (o se lastimen) en el camino a la puerta de salida. La cuarta entrada de la serie, Mario vs. Donkey Kong: ¡Megalío en Minilandia!, fue estrenada en 2010 para Nintendo DS. En este videojuego, en vez de rellenar cuadros de una grilla, el jugador debe colocar objetos que ayuden a los Minis en su camino a la salida. En 2013 fue lanzado Mario and Donkey Kong: Minis on the Move para Nintendo 3DS, que cambió la vista lateral a una tridimensional, donde el jugador debe construir el camino a seguir por el Mini hasta llegar al final. En Mario vs. Donkey Kong: Tipping Stars, lanzado en 2015 para Wii U y 3DS, se volvió a la vista en dos dimensiones de las anteriores entregas, además de permitir el cross-buy entre ambas plataformas. Mini Mario & Friends: Amiibo Challenge es la séptima entrega de la serie. Fue lanzado de forma gratuita para Wii U y 3DS en 2016 y para jugarlo es necesario contar con alguno de los amiibos de personajes de la franquicia. En 2024, será lanzado una nueva versión del primer videojuego de la serie para Nintendo Switch.

### Videojuegos de carreras

#### SerieMario Kart

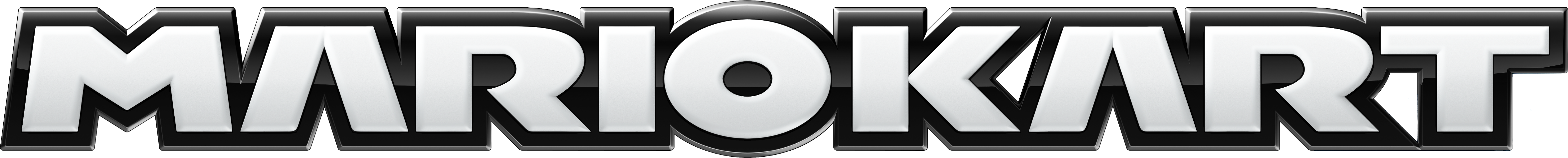
Logo de la serie Mario Kart.

Mario Kart es una serie de videojuegos de carreras de estilo karting desarrollados principalmente por Nintendo Entertainment Analysis & Development. El primer videojuego de la serie, Super Mario Kart, fue lanzado en 1992 para la Super Nintendo logrando un éxito crítico y comercial. En la serie Mario Kart, los jugadores compiten en carreras de karts, controlando un personaje perteneciente a la franquicia de Mario. Una de las características de la serie es el uso de varios elementos potenciadores que se obtienen al pasar o chocar contra las cajas de objetos puestas en la pista. Estos potenciadores incluyen a los Super Champiñónes para darles a los jugadores un impulso de velocidad, Caparazones Koopa para ser lanzados a los oponentes y pieles de plátano que pueden colocarse en la pista como obstáculos.
Se han lanzado entregas de la serie para consolas domésticas, consolas portátiles, móviles y arcade. A medida que la serie ha progresado, cada nuevo videojuego ha introducido nuevos elementos para mantener el videojuego actualizado, como nuevas pistas, nuevos objetos y nuevos personajes jugables. En 1996 y 1997, Mario Kart 64 para Nintendo 64 introdujo carreras de 4 jugadores y gráficos en 3D. En 2001, Mario Kart: Super Circuit para Game Boy Advance introdujo la capacidad de desbloquear pistas retro de entregas anteriores. En 2003, Mario Kart: Double Dash!! para GameCube introdujo carreras multijugador LAN cooperativas y karts para dos jugadores. En 2005, Mario Kart DS para Nintendo DS presentó la jugabilidad en pantalla dual y el modo multijugador en línea a través de Wi-Fi. En 2008, Mario Kart Wii introdujo controles de movimiento, carreras de 12 jugadores, motocicletas y personajes Mii jugables. En 2011, Mario Kart 7 para Nintendo 3DS presentó gráficos estereoscópicos opcionales, introdujo karts con alas deltas y sumergibles, una perspectiva alternativa en primera persona y personalización de karts. En 2014, Mario Kart 8 para Wii U introdujo carreras antigravitacionales, vehículos todo terreno, subir momentos destacados a YouTube a través de Mario Kart TV, carreras Grand Prix de hasta 4 jugadores locales, contenido descargable y es el primer videojuego en la serie en ofrecer gráficos de alta definición. En 2017, Mario Kart 8 Deluxe, una adaptación de la anterior entrega para Nintendo Switch, introdujo la posibilidad de mantener 2 potenciadores al mismo tiempo, un modo batalla, todo el contenido descargable desbloqueado desde el inicio, nuevos personajes y características que facilitan la conducción a jugadores más inexpertos como la auto aceleración y el smart steering. En septiembre de 2019, Mario Kart Tour se lanzó para dispositivos móviles y recibió una recepción mixta debido a los controles simplificados y el gran énfasis en las cajas de botín y las microtransacciones. En 2022, Mario Kart 8 Deluxe recibió contenido descargable propio llamado «Pase de pistas extras», que agregó 48 circuitos y 8 corredores adicionales durante el lapso desde el segundo trimestre de 2022 hasta finales de 2023.
La serie Mario Kart es considerada la serie de carreras de karts más exitosa y de más larga trayectoria, ya que ha vendido más de 100 millones de copias en todo el mundo.

### Videojuegos de rol
El primer videojuego de rol de la franquicia Mario fue Super Mario RPG desarrollado por Square. Cuenta con elementos extraídos de franquicias RPG de Square como Final Fantasy y una historia y jugabilidad derivadas de la serie Super Mario. Cuenta con una nueva versión lanzada en 2023. Desde entonces, han aparecido las series Paper Mario y Mario & Luigi.

#### SeriePaper Mario

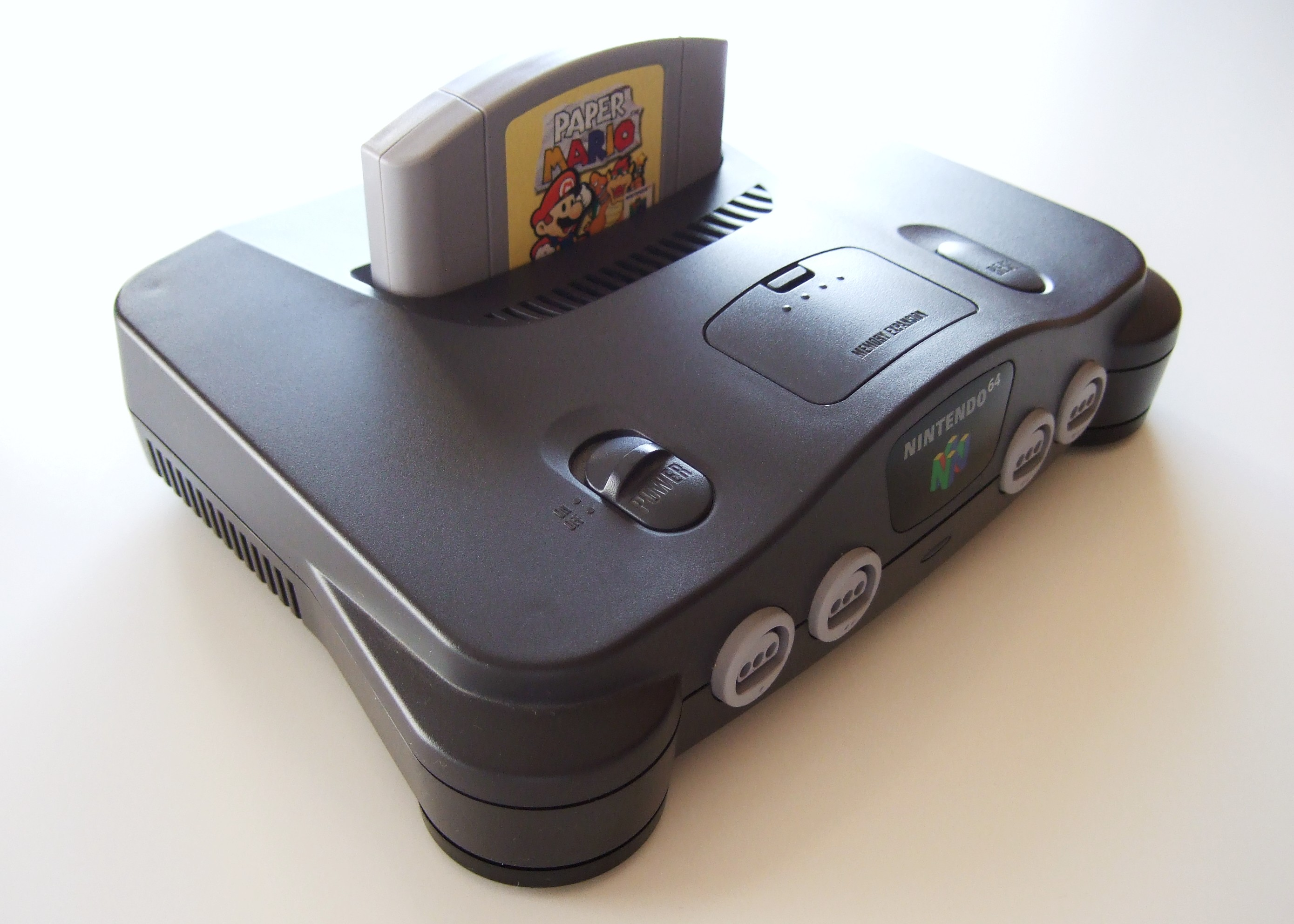
Una Nintendo 64 con un cartucho insertado de Paper Mario.

Paper Mario es una serie de videojuegos de rol desarrollados por Intelligent Systems y producidos por Nintendo Software Planning & Development. El primer videojuego de la serie, Paper Mario, se lanzó en 2000 para Nintendo 64, logrando un éxito crítico y comercial. En la serie Paper Mario, el jugador controla a Mario en una mezcla de entornos 3D y personajes 2D que parecen estar hechos de papel. Mario puede saltar y usar su martillo para superar los obstáculos físicos colocados en el mundo del videojuego. Además, el jugador reúne compañeros a medida que avanza en diferentes ubicaciones, cada uno con una habilidad especializada requerida para la progresión en el videojuego. Estos personajes ayudan a Mario en las batallas por turnos del videojuego. El daño infligido al jugador reduce la cantidad de puntos de salud (HP). Los ataques en el videojuego son similares a los de los videojuegos de rol tradicionales, aunque el jugador puede influir en el poder de un movimiento al atacar o defender presionando un botón con precisión o realizando algún otro comando de acción según sea necesario. Mario y sus compañeros poseen estadísticas que se pueden aumentar al ganar puntos de experiencia en el combate para subir de nivel. La progresión a través de Paper Mario depende de la interacción con los personajes no jugadores (PNJ o NPC) del videojuego, quienes a menudo ofrecen pistas o detallan el próximo evento en la historia. Al igual que en otros videojuegos de rol, el jugador puede encontrar o comprar objetos de PNJ que le ayuden dentro y fuera del combate.
Se han lanzado videojuegos para consolas domésticas y un videojuego portátil. A medida que la serie ha progresado, cada nuevo videojuego ha introducido nuevos elementos para mantener una jugabilidad fresca, como una nueva historia, nuevos compañeros y nuevas mecánicas de juego. En 2004, Paper Mario: The Thousand-Year Door para GameCube introdujo la capacidad de Paper Mario de convertirse en un avión de papel o en un barco de papel para interactuar con el mundo. En 2007, Super Paper Mario se desvió al género de rol de acción 2D e introdujo la capacidad de "cambiar" a una perspectiva 3D en la que el nivel gira para revelar un eje z oculto, colocando a Paper Mario en un entorno 3D. En 2012, Paper Mario: Sticker Star para Nintendo 3DS introdujo el uso de pegatinas tanto en el entorno como en las batallas por turnos. Se pueden encontrar y separar de varias áreas en el mundo de juego y se pueden comprar o recibir de personajes no jugables. En 2016, se lanzó Paper Mario: Color Splash para Wii U que introdujo el uso de colores tanto en el entorno como en las batallas por turnos, como en Sticker Star. Más tarde en 2020, se lanzó Paper Mario: The Origami King para Nintendo Switch, siendo un videojuego de exploración con temática de origami.

#### SerieMario & Luigi

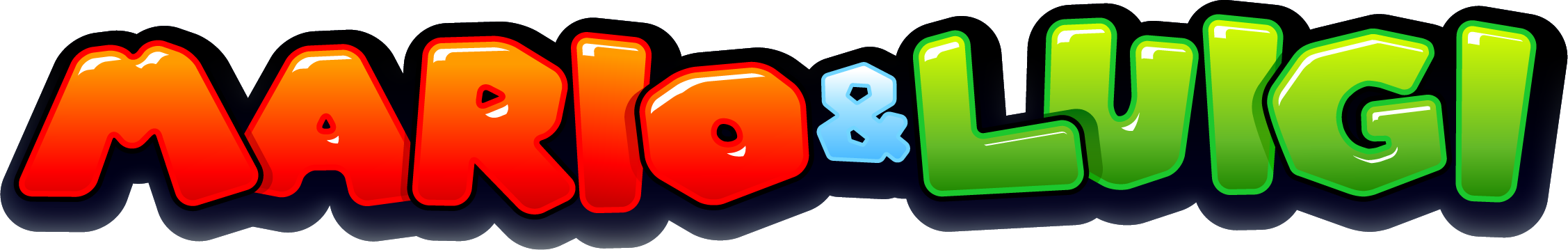
Logo de la serie Mario & Luigi.

La serie Mario & Luigi es una serie de videojuegos de rol desarrollados por AlphaDream. La serie comparte elementos similares con otros videojuegos de rol de la franquicia y cuenta con la adición de Luigi como personaje jugable. Un añadido a la jugabilidad tradicional es la forma en que Mario y Luigi interactúan, ya sea a través de ataques en conjunto en los combates o como movimientos especiales fuera de combate que permiten la progresión en el mundo de juego. La serie comenzó con el lanzamiento de Mario & Luigi: Superstar Saga para Game Boy Advance en 2003, logrando una buena aceptación. En 2017, Mario & Luigi: Superstar Saga + Bowser's Minions para Nintendo 3DS presentó una nueva versión del videojuego original con gráficos adicionales, un mapa mejorado que permite a los jugadores ubicar puntos de referencia y un modo adicional llamado «Historia de un secuaz: En busca de Bowser», que proporciona una historia que le permite al jugador tomar el control de los subordinados de Bowser para buscar a su líder. En 2005, Mario & Luigi: Partners in Time para Nintendo DS presentó a los personajes en sus formas infantes: Baby Mario, Baby Luigi, Baby Toadsworth, Baby Peach y Baby Bowser y una invasión alienígena a manos de los Shroob. En 2009, Mario & Luigi: Bowser's Inside Story, también para DS, presentó a Mario, Luigi y los demás dentro del cuerpo de Bowser. Fawful retoma su papel como el principal antagonista y Bowser es un personaje jugable y progresa junto a Mario y Luigi. En 2019, Mario & Luigi: Bowser's Inside Story + Bowser Jr.'s Journey presentó una nueva versión del videojuego original con gráficos añadidos y un nuevo modo centrado en Bowser Jr., al igual que la anterior nueva versión. En 2013, Mario & Luigi: Dream Team para 3DS presentó a Dreamy Luigi, donde Luigi duerme en el "Mundo de los sueños" para celebrar el Año de Luigi. En 2015, Mario & Luigi: Paper Jam, también para 3DS, presentó un crossover entre las series de Mario & Luigi y Paper Mario, donde Luigi golpea un libro y libera a los personajes de papel del mundo de Paper Mario.

### Videojuegos de socialización/Party

#### SerieMario Party

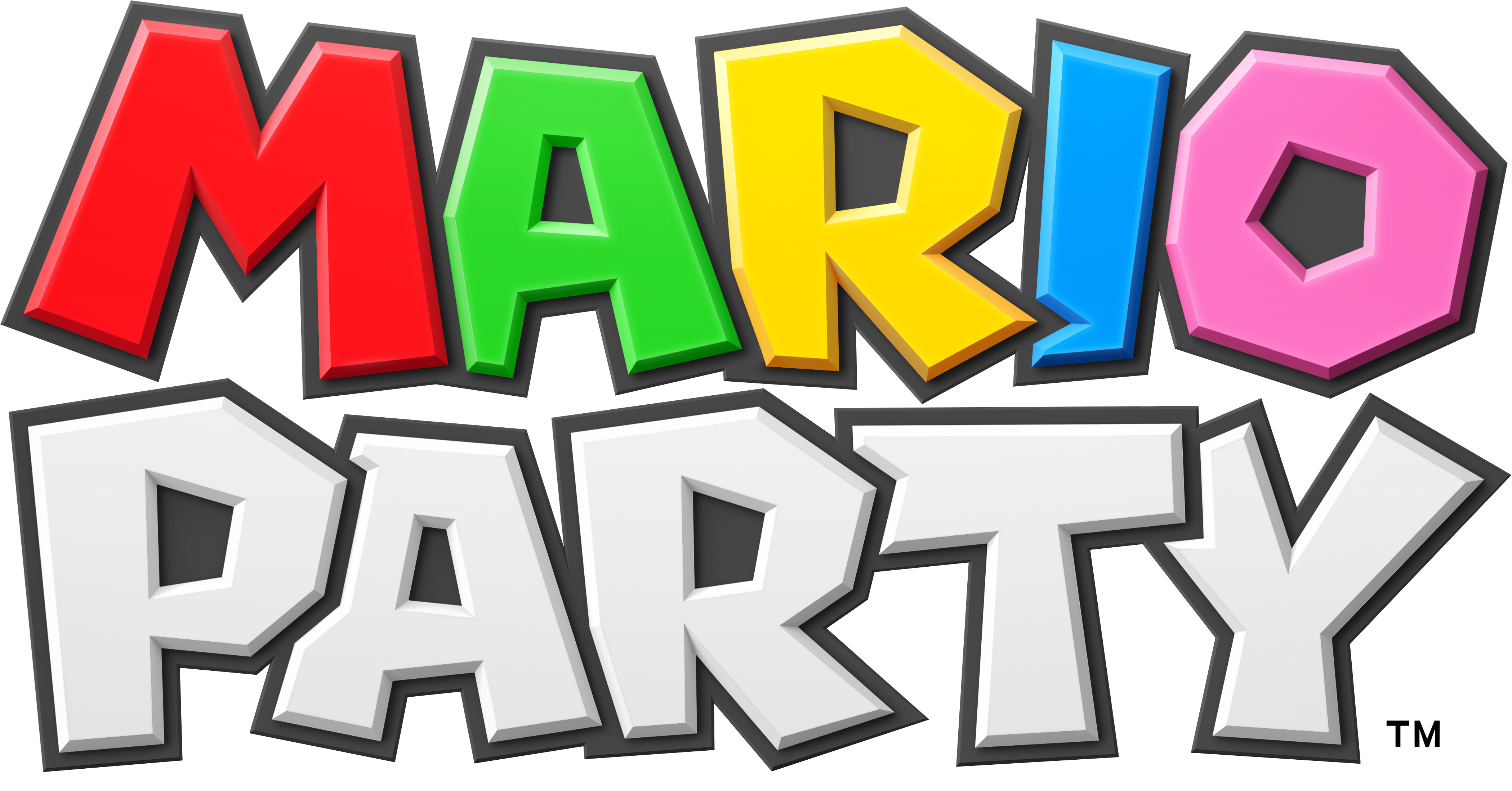
Logo de la serie Mario Party.

La serie Mario Party es una serie de videojuegos de socialización o party con personajes de la franquicia Mario en la que hasta cuatro jugadores locales o personajes controlados por computadora (llamados "CPU") compiten en un tablero intercalados con minijuegos. Los videojuegos son desarrollados por NDcube y publicados por Nintendo, previamente desarrollados por Hudson Soft. La serie es conocida por sus elementos de juegos de socialización, incluidos los modos multijugador que permiten jugar con hasta cuatro u ocho jugadores humanos o CPU. La última entrega de la serie, Mario Party Superstars, se lanzó el 29 de octubre de 2021 para Nintendo Switch.
La serie tiene el récord de ser la serie de minijuegos de más larga duración. A diciembre de 2014, Nintendo reportó ventas mundiales acumuladas de 39,6 millones de copias de videojuegos en la franquicia de Mario Party.

### Videojuegos de deportes
Ha habido numerosos videojuegos de deportes en la franquicia Mario.

#### Videojuegos de tenis
Las primeras apariciones de Mario en videojuegos de tenis fueron como árbitro en Tennis para la NES y Game Boy. Estos videojuegos no usaron la marca "Mario" y solo presentaron a este personaje como un cameo. Luego apareció en Mario's Tennis para la Virtual Boy, junto a otros personajes de la franquicia. Después de esto, Camelot Software comenzaría a desarrollar lo que sería la serie Mario Tennis, lanzando el primer videojuego, Mario Tennis, para Nintendo 64. Más tarde lanzarían una versión para Game Boy Color del mismo nombre, pero que incorporaba una historia y personajes originales, no presentes en la versión de sobremesa y que contaba con algunos elementos de los videojuegos de rol. Para GameCube, se lanzó Mario Power Tennis en 2004, que incorporaba un nuevo elemento a la jugabilidad: los "Power Shots", movimientos especiales que devuelven la pelota con tremenda fuerza después de una corta cinemática. En 2009, el título se reeditó para su lanzamiento en Wii, incorporando la característica de New Play Control! como otros títulos similares de GameCube. En 2005 se lanzó Mario Tennis: Power Tour para Game Boy Advance, que incorporaba los "Power Shots" de la anterior entrega, además de una nueva historia y nuevos personajes, como se vio en la entrega de Game Boy Color. Después de varios años, en 2012 Camelot lanzó Mario Tennis Open para Nintendo 3DS. El título incorporó un nuevo elemento a la jugabilidad llamado "Chance Shots", que permitían al jugador devolver con más potencia si se ejecutaba un tiro específico desde un lugar en la cancha. Este videojuego no incorporaría los elementos RPG vistos en las entregas anteriores de las consolas portátiles. La consola Wii U tuvo el lanzamiento de Mario Tennis: Ultra Smash en 2015. Incorporó el uso de los Mega Champiñones vistos en New Super Mario Bros., que permitían al personaje tener un aumento de tamaño, velocidad y poder. En 2018, se lanzó Mario Tennis Aces para Nintendo Switch, que incorporaría variados añadidos a la jugabilidad: los "Trick Shots", que le permiten al jugador devolver la pelota con una trayectoria errante; los "Zone Shots" que le permiten al jugador lanzar un poderoso tiro capaz de dañar la raqueta del rival; el "Zone Speed", que permite al jugador al jugador ralentizar el tiempo para devolver más fácilmente un tiro; una barra de energía que se tiene que llenar para poder realizar los tiros descritos; y la incorporación de una barra de salud a la raqueta, que si recibe más daño del que pueda soportar, se romperá y dará la victoria al jugador rival. Además de estos cambios a la jugabilidad, incorpora un modo realista y un modo aventura para un jugador, no visto desde la entrega para GBA.

#### Videojuegos de golf
El primer uso de la imagen de Mario en un videojuego de golf fue que el golfista en Golf para NES y Game Boy representaba a un hombre con bigote que se parecía a Mario. En la adaptación de este videojuego para Game Boy se puede observar a Mario en la carátula, aunque no se muestre dentro del videojuego. Mario tendría una aparición principal en el videojuego NES Open Tournament Golf de 1991. Junto a Mario, también se incorporó a Luigi como los golfistas principales, mientras que la Princesa Toadstool y la Princesa Daisy eran sus caddies. En 1998, Nintendo adquirió Camelot Software, quienes serían los encargados de desarrollar varios videojuegos de deportes. Su primer título fue Mario Golf, lanzado para Nintendo 64 en 1999. Incorporó varias mejoras gráficas y de jugabilidad acordes a la potencia de la consola, así como más personajes de la franquicia. Más tarde lanzarían una versión para Game Boy Color del mismo nombre, pero que incorporaba una historia y personajes originales, no presentes en la versión de sobremesa y que contaba con algunos elementos de los videojuegos de rol. Además, se podían intercambiar datos entre ambas versiones mediante el Transfer Pak. En 2001 se lanzaría el videojuego Mobile Golf para Game Boy Color, una versión mejorada de Mario Golf que permitía la conexión en línea con otros jugadores a través del Mobile Game Boy Adapter. Dos años más tarde se lanzó Mario Golf: Toadstool Tour para GameCube. Esta nueva entrega incorpora algunos cambios en la jugabilidad, así como variados modos multijugador y además, los campos de juego se situaban en el mundo de Mario, adornados con elementos de los videojuegos de la franquicia. En 2004, se lanzó Mario Golf: Advance Tour para Game Boy Advance. Al igual que la entrega de Game Boy Color, incorporaba varios elementos RPG. También se podían transferir datos con Mario Golf: Toadstool Tour y desbloquear contenido mediante el Nintendo GameCube Game Boy Advance Cable. En 2014, 10 años después de la anterior entrega, se lanzó Mario Golf: World Tour para Nintendo 3DS. Incorpora nuevos modos multijugador, desafíos y competencias en línea y contenido descargable a través de un Pase de temporada. En 2021, se lanzó Mario Golf: Super Rush para Nintendo Switch, que incorpora nuevamente un modo historia.

#### Videojuegos de béisbol
La primera incursión de Mario en los videojuegos de béisbol fue con Mario Superstar Baseball para GameCube, lanzado en 2005 y desarrollado por Namco. Incorpora controles sencillos para la jugabilidad del deporte, un modo historia, un modo exhibición y varios minijuegos multijugador. En 2008 se lanzó Mario Super Sluggers para Wii, siendo desarrollado por Bandai Namco Games. Incorpora el añadido de los controles de movimiento del Wiimote a la jugabilidad y nuevos modos multijugador, como el modo "Toy Field", una mezcla entre béisbol y paintball.

#### Videojuegos de fútbol
El fútbol llegó al mundo de Mario a través de uno de los minijuegos de Mario Party 4 como "GOOOOOOOAL!!". El primer título de la serie Mario Strikers (Mario Football en Europa), Super Mario Strikers, se lanzó en 2005 para GameCube, desarrollado por Next Level Games. La jugabilidad del videojuego consta de partidos de 5 contra 5, con un capitán (que puede ser algún personaje principal de la franquicia) y 3 "sidekicks" (personajes secundarios) más el arquero que es un Kritter (perteneciente a los videojuegos de Donkey Kong). La ambientación de los partidos es muy distinta a otros títulos similares, siendo algo más violento y rápido. En 2007, se lanzó Mario Strikers Charged para la Wii. Posee una jugabilidad similar al título anterior, pero añade nuevos escenarios, objetos y la posibilidad de ejecutar "supertiros". Además, incorpora los controles de movimiento característicos del Wiimote y soporte para juego en línea. En 2022, se lanzó Mario Strikers: Battle League para Nintendo Switch, que introdujo varios modos de juego y supertiros, pero sin modos para un jugador.

#### SerieMario & Sonic en los Juegos Olímpicos
La serie Mario & Sonic en los Juegos Olímpicos es una colección de videojuegos que se llevan a cabo durante los Juegos Olímpicos en verano e invierno, y que cruzan a los personajes de la serie de Mario con los de la franquicia Sonic the Hedgehog. Son desarrollados por Sega y publicados por Sega y Nintendo, gracias a un acuerdo con la división de entretenimiento del Comité Olímpico Internacional. La serie debutó en 2007 con Mario & Sonic en los Juegos Olímpicos para Wii, mientras que una versión para Nintendo DS fue lanzada en 2008. El videojuego cuenta con 24 eventos de los JJ. OO. con reglas similares a los que se usan en los eventos reales, además de los modos "Dream Events" donde los personajes podían usar habilidades especiales y se incorporaban cambios notables a la jugabilidad de algún evento. La versión de Wii requería el uso de los controles de movimiento, mientras que en DS era necesario usar la pantalla táctil. En 2009, se lanzó Mario & Sonic en los Juegos Olímpicos de Invierno para las mismas plataformas. En esta ocasión, los eventos estaban adecuados para los JJ. OO. de invierno. Un añadido para la versión de Wii fue el uso del Balance Board, aunque no era requerimiento. La versión de DS incorporaba un modo Aventura, donde los personajes debían enfrentar a Bowser y el Dr. Eggman quienes habían secuestrado a los Espíritus de la Nieve. En el modo, se presentaban desafíos especiales sobre cada uno de los eventos. En 2011 se lanzó Mario & Sonic en los Juegos Olímpicos London 2012 para Wii), mientras que en 2012 se lanzó una versión del videojuego para Nintendo 3DS. La versión de Wii incluye los mismos eventos que la entrega de 2009, pero con mejoras a la jugabilidad e incorpora nuevos eventos como fútbol, bádminton y equitación. También incorpora un modo Party multijugador. La versión de 3DS cuenta con un modo Historia, donde Bowser y Eggman buscan cancelar la realización de los JJ. OO. al esparcir un humo fantasmagórico en la ciudad. Para la conmemoración de los siguientes Juegos Olímpicos de Invierno, se lanzó Mario y Sonic en los Juegos Olímpicos de Invierno Sochi 2014 para Wii U en 2013. Incorpora el uso del Wii U Gamepad en la jugabilidad, además de nuevos eventos como el bobsleigh de cuatro, el curling y el patinaje artístico en parejas. También introduce un modo llamado "Juega y Responde" donde se realiza un concurso de preguntas y respuestas en medio de los eventos. En 2016 se lanzó Mario & Sonic en los Juegos Olímpicos Río 2016 para Wii U, 3DS y arcade. La versión de Wii U presenta hasta 40 eventos olímpicos y la adición del modo "Duel Events" (que reemplazan a los Dream Events de anteriores entregas). La versión de 3DS presenta un modo historia donde el Mii del jugador debe unirse al Equipo Mario o Equipo Sonic y llevarlos a la victoria. Sega perdió la licencia para los videojuegos ambientados en Pieonchang 2018, pero en 2016 anunció que llegó a un acuerdo con el COI para la realización de los videojuegos ambientados en Tokio 2020. En 2019, fue lanzado Mario y Sonic en los Juegos Olímpicos Tokio 2020, que introduce un modo historia en 2D, con estilos de 8 y 16 bits para Mario y Sonic, respectivamente y que transcurre en los Juegos Olímpicos de Tokio 1964.

#### Otros videojuegos de deportes
Mario Hoops 3-on-3 es un videojuego de deportes lanzado en  2006 para la Nintendo DS. Fue desarrollado por Square Enix. El videojuego presenta una serie de torneos de baloncesto de tres contra tres en diferentes canchas, cada uno de tres juegos. El videojuego utiliza ampliamente la pantalla táctil de Nintendo DS, y presenta objetos y monedas de la franquicia de Mario. Es el primer videojuego en el que personajes de la franquicia de Mario y de Final Fantasy aparecen juntos como personajes jugables.
Mario Sports Mix es un videojuego de deportes lanzado en 2011 para la Wii. Fue desarrollado por Square Enix. El videojuego consta de 4 deportes: vóleibol, hockey, dodgeball y baloncesto. La jugabilidad es algo similar a lo visto en los anteriores videojuegos de deportes de Mario, con características tales como poderosos movimientos especiales y una jugabilidad al estilo arcade exagerada. El videojuego presenta en su mayoría personajes y lugares de la serie Mario con algunas apariciones especiales de personajes de Final Fantasy y Dragon Quest. Los jugadores también pueden optar por jugar como uno de sus personajes Mii.
Mario Sports Superstars es un videojuego de deportes lanzado en 2017 para la Nintendo 3DS. Fue desarrollado por Bandai Namco Studios y Camelot Software Planning. El videojuego consta de cinco deportes: fútbol, béisbol, tenis, golf y carreras de caballos. A pesar de la cantidad de deportes contenidos, no son minijuegos, sino recreaciones a gran escala de cada deporte. Por ejemplo, la parte de fútbol del videojuego contiene una jugabilidad de once contra once, lo mismo que es estándar en el deporte. Cada deporte individual contiene torneos para un jugador, multijugador local y modos de juego multijugador en línea.

### Videojuegos educativos
A principios de la década de 1990, se lanzaron muchos videojuegos educativos en la serie de Mario. Pocos de estos videojuegos eran de plataformas; en su lugar servían para enseñar habilidades como la mecanografía, las matemáticas o historia. Tienen licencia oficial, pero Nintendo no los reconoce oficialmente. Los videojuegos fueron desarrollados independientemente por The Software Toolworks, Interplay y Brainstorm. Nueve videojuegos educativos fueron lanzados desde 1991 hasta 1996.

### Videojuegos no publicados por Nintendo

#### Hudson
Hudson Soft lanzó dos videojuegos basados en Mario Bros. y otro similar a Super Mario Bros.
Mario Bros. Special es un videojuego lanzado en 1984 para las computadoras japonesas NEC PC-6001MKII, NEC PC-6601, NEC PC-8801, FM-7 y Sharp X1. Es una nueva versión del Mario Bros. original, con nuevas etapas, mecánica y jugabilidad.
Punch Ball Mario Bros. es un videojuego lanzado en 1984 para las computadoras japonesas NEC PC-6001MKII, NEC PC-6601, NEC PC-8801, FM-7 y Sharp X1. Es similar al Mario Bros. original, pero presentaba una nueva jugabilidad de "bolas perforadas", pequeñas bolas que Mario y Luigi pueden patear a los enemigos para aturdirlos, en lugar de golpearlos desde abajo, como en el original.
Super Mario Bros. Special es un videojuego lanzado en 1986 para las computadoras personales NEC PC-8801 y Sharp X1. A pesar de contar con controles y gráficos similares, el videojuego tiene diferentes diseños de niveles y nuevos elementos, así como nuevos enemigos basados en enemigos de Mario Bros. y Donkey Kong.
Hudson Soft fue originalmente el responsable de la serie Mario Party, pero a partir de marzo de 2012, NDcube se ha hecho cargo desde que Hudson se ha convertido en parte de Konami. Muchos de los empleados de Hudson ahora trabajan para NDcube.

#### Phillips
Philips Interactive Media planificó el desarrollo de tres videojuegos para la consola CD-i: Super Mario's Wacky Worlds, Hotel Mario y Mario Takes America. Solo Hotel Mario fue lanzado al mercado; Super Mario's Wacky Worlds y Mario Takes America fueron finalmente cancelados. Philips recibió permiso para usar los personajes de Nintendo en los videojuegos de CD-i debido a su participación en el desarrollo de un accesorio inédito para la Super Nintendo. Hotel Mario no obtuvo mucho éxito, y Nintendo rara vez lo reconoció como parte de la franquicia de Mario.
Super Mario's Wacky Worlds fue un videojuego cancelado planeado para el CD-i, desarrollado por NovaLogic, que intentó duplicar la jugabilidad de Super Mario World. Aunque los sprites del videojuego se basaban en los de Super Mario World, el diseño de niveles se basaba en ubicaciones de la Tierra en lugar de Dinosaur Land. Debido a las limitaciones del CD-i, no se pudieron incluir varias características en el videojuego, como un gran número de sprites en la pantalla y muchos efectos visuales. La naturaleza del controlador del dispositivo señalador proporcionaba controles difíciles para Mario, ya que el videojuego tenía los controles predeterminados de correr y saltar.
Mario Takes America fue un videojuego cancelado planeado para el CD-i. Estaba siendo desarrollado por Cigam Entertainment. El argumento trataba sobre Mario, que llega a Nueva York, viaja a través de Estados Unidos y finalmente llega a Hollywood, donde protagoniza su propia película interactiva. Viaja en camión, tren, automóvil, avión, helicóptero e incluso una moto. El concepto del videojuego inicialmente impresionó a Philips, pero se canceló debido a que la compañía no estaba satisfecha con el progreso de desarrollo del videojuego y el fracaso del CD-i.
Hotel Mario es un videojuego de lógica desarrollado por Fantasy Factory y publicado por Philips Interactive Media para el CD-i en 1994. Los personajes principales del videojuego son Mario y Luigi, quienes deben rescatar a la Princesa Peach yendo a los siete hoteles Koopa en el Reino Champiñón. Cada hotel está dividido en varias etapas, y el objetivo es cerrar todas las puertas en cada etapa. El videojuego ha sido criticado como uno de los peores videojuegos centrados en Mario, principalmente por sus cinemáticas y su jugabilidad simple.

#### Ubisoft
En el E3 2017, Ubisoft anunció oficialmente que estaban creando un juego basado en las franquicias de Mario y Rabbids.
Mario + Rabbids Kingdom Battle es un videojuego de rol táctico por turnos desarrollado por Ubisoft Milan para Nintendo Switch. El videojuego es un crossover con la franquicia Raving Rabbids de Ubisoft, y presenta una jugabilidad para un solo jugador y para multijugador cooperativo. La historia del videojuego muestra a jugadores que controlan a Mario, a sus amigos, y a un grupo de Rabbids vestidos como ellos, lidiando con las consecuencias de una repentina invasión por parte de un grupo de Rabbids, quienes accidentalmente han usado una poderosa invención que ha traído el caos al Reino Champiñón. Shigeru Miyamoto quedó inicialmente impresionado por el prototipo del videojuego, que le presentó el director creativo Davide Soliani en 2014, lo que más tarde hizo que Nintendo diera luz verde al juego para su lanzamiento en Nintendo Switch. Fue lanzado en Europa y América del Norte el 29 de agosto de 2017 y recibió una recepción generalmente favorable de los críticos, que elogiaron su jugabilidad, profundidad y gráficos.
Una secuela, Mario + Rabbids Sparks of Hope, se lanzó el 28 de octubre de 2022 para Nintendo Switch.

### Otros videojuegos
Dance Dance Revolution Mario Mix es un videojuego de música lanzado en 2005 para la GameCube. Fue desarrollado por Konami. Dance Dance Revolution Mario Mix presenta predominantemente personajes, música y lugares de la franquicia de Mario. El videojuego fue incluido junto a una plataforma de baile.
Electronic Arts desarrolló y lanzó NBA Street V3 y SSX on Tour en 2005, que incluyó a Mario, Luigi y Peach como personajes jugables en las versiones de GameCube.

## Otros medios
La franquicia Mario se extiende fuera de los videojuegos a otros medios. Mario y temas relacionados con la franquicia han aparecido en programas de televisión, anime, películas, cómics y manga, variados productos y actuaciones musicales.

### Televisión
Saturday Supercade es una serie animada de televisión emitida los sábados por la mañana. Fue producida por Ruby-Spears Productions. Fue emitida durante dos temporadas en CBS, del 17 de septiembre de 1983 al 1 de diciembre de 1984. Cada episodio comprendió varios segmentos cortos con personajes de videojuegos de la edad de oro de los videojuegos arcade. Donkey Kong, Mario y Pauline (del videojuego de arcade Donkey Kong) se presentaron en el espectáculo.
The Super Mario Bros. Super Show! es la primera serie animada basada en la franquicia de Mario. Está basada en los videojuegos Super Mario Bros. y Super Mario Bros. 2 de NES. Fue transmitido en redifusión desde el 4 de septiembre hasta el 1 de diciembre de 1989. El programa fue producido por DIC Entertainment y fue distribuido para la televisión sindicada por Viacom Enterprises.
King Koopa's Kool Kartoons fue un programa de televisión infantil de acción en vivo que se transmitió en el Sur de California durante la temporadas festivas de 1989 y 1990. El espectáculo fue protagonizado por King Koopa (también conocido como Bowser), el principal antagonista de la franquicia de Mario. El programa de 30 minutos se transmitió originalmente en el canal de televisión KTTV Fox 11 de Los Ángeles.
The Adventures of Super Mario Bros. 3 es la segunda serie animada basada en la franquicia de Mario. Está basada en el videojuego Super Mario Bros. 3 de NES. Se transmitió en NBC del 8 de septiembre al 1 de diciembre de 1990. La caricatura muestra a Mario, Luigi, la Princesa Toadstool y Toad luchando contra Bowser y sus Koopalings, quienes recibieron diferentes nombres en el programa.
Super Mario Challenge fue un programa que se emitió en The Children's Channel. Se transmitió de 1990 a 1991 y se transmitió a las 04:30 p. m., todos los días de la semana. El presentador, John Lenahan, se parecía a Mario y estaba vestido con su ropa. Dos jugadores invitados tenían que realizar desafíos, todas las cuales involucraban jugar a los videojuegos Super Mario Bros., Super Mario Bros. 2 y, después de su lanzamiento en 1991, Super Mario Bros. 3. Las rondas incluían desafíos para ver qué jugador podía completar un nivel en el menor tiempo posible y quién podría recolectar la mayoría de las monedas de oro en un determinado nivel.
Super Mario World es la tercera y última serie animada basada en la franquicia de Mario. Está basada en el videojuego Super Mario World de SNES. El programa se emitió originalmente los sábados por la mañana en NBC del 14 de septiembre al 7 de diciembre de 1991. Apareció en un espacio de media hora junto a una versión reducida de Captain N: The Game Master.
Mario Ice Capades fue un especial de televisión con un programa de patinaje sobre hielo de Ice Capades con temática de Mario. Fue emitido por ABC el 28 de diciembre de 1989. Fue protagonizada por Christopher Hewett como Bowser. Jason Bateman y Alyssa Milano también aparecieron en el especial.

### Anime
Super Mario Bros.: Peach-Hime Kyushutsu Dai Sakusen! es una película de anime japonesa estrenada el 20 de julio de 1986. Está basada en el videojuego Super Mario Bros. de NES. Dirigida por Masami Hata y producida por Masakatsu Suzuki y Tsunemasa Hatano, la trama se centra en Mario y Luigi, que emprenden una búsqueda para salvar a la Princesa Peach de Bowser. Una adaptación de manga de la película se publicó en Japón casi al mismo tiempo que el estreno de la película.
El 3 de agosto de 1989, se lanzó una serie de tres OVAs titulada Amada Anime Series: Super Mario Bros. (アマダアニメシリーズ　スーパーマリオブラザーズ Amada Anime Shirīzu: Sūpā Mario Burazāzu?), cuyas historias están basadas en los cuentos de Momotarō, Issun-bōshi y Blancanieves. Estas OVAs generalmente incluían a Mario como el héroe, Peach como la damisela y Bowser como el villano, con otros personajes de la franquicia representando papeles secundarios.
Mario Kirby Masterpiece Video (マリオ・カービィ 名作ビデオ Mario Kirby Meisaku Video?) es un vídeo educativo de 18 minutos publicado por HAL Laboratory en 1995 en VHS exclusivamente en Japón. El propósito del vídeo es enseñar kanji a los niños presentando dos aventuras protagonizadas por Mario y Kirby por separado, con imágenes fijas narradas por Mayumi Tanaka y transcripciones de kanji.
Super Mario's Fire Brigade (スーパーマリオの消防隊 Super Mario no Shōbōtai?) es un cortometraje de un anuncio de seguridad pública sobre seguridad contra incendios animado por Toei y J.C.Staff. Fue dirigido por Tatsuyuki Nagai y contó con las actuaciones de voz de Toru Furuya como Mario y Yu Mizushima como Luigi. También se produjo otro vídeo sobre seguridad vial titulado Super Mario Traffic Safety (スーパー マリオ の 交通 安全 Super Mario no Koutsuuanzen?).
Super Mario World: Mario & Yoshi's Adventure Land (スーパーマリオワールド マリオとヨッシーの冒険ランド Sūpā Mario Wārudo Mario to Yosshī no Bōken Rando?) es un vídeo animado interactivo de 28 minutos basado en Super Mario World lanzado para el sistema Terebikko de Bandai. El Terebikko permitió a los espectadores interactuar con el anime usando un micrófono con forma de teléfono para responder preguntas de opción múltiple, como qué podría salir del huevo de Yoshi.

### Películas

#### Película de acción en vivo de 1993
Super Mario Bros. es una película de comedia familiar y aventuras estadounidense estrenada el 28 de mayo de 1993. Está basada en el videojuego del mismo nombre. Dirigida por Anabel Jankel y Rocky Morton, la película sigue las hazañas de Mario (Bob Hoskins) y Luigi (John Leguizamo) en una distopía gobernada por Bowser (Dennis Hopper). Fue la primera película importante de acción en vivo basada en un videojuego. La película recaudó 21 millones de dólares con un presupuesto de 48 millones de dólares. Fue considerada como un fracaso de taquilla.

#### Película animada de 2023

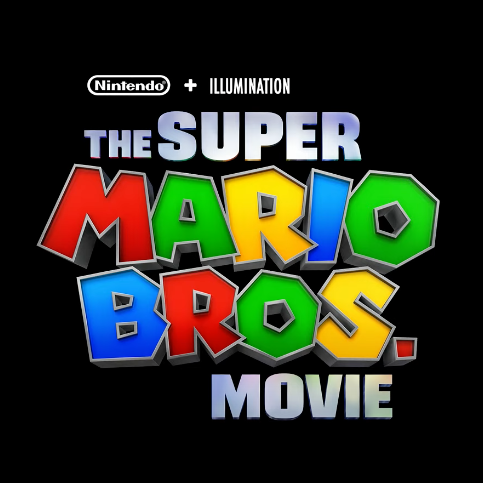
Logotipo de Super Mario Bros.: la película.

Super Mario Bros.: la película fue estrenada el 5 de abril de 2023 por Universal Pictures en Norteamérica y Oceanía. Fue producida por Illumination y Nintendo. La película contó con las voces de Chris Pratt como Mario, Anya Taylor-Joy como Peach, Charlie Day como Luigi, Jack Black como Bowser, Keegan-Michael Key como Toad, Seth Rogen como Donkey Kong, Kevin Michael Richardson como Kamek y Fred Armisen como Cranky Kong. Charles Martinet, el anterior actor de voz de Mario en los videojuegos, hace un cameo como Giuseppe y el padre de Mario y Luigi. Los directores fueron Aaron Horvath y Michael Jelenic, los creadores de Teen Titans Go!, mientras que Matthew Fogel escribió el guion. Shigeru Miyamoto y Chris Meledandri fueron los productores.

#### Secuela animada de 2026
El 10 de marzo de 2024, el creador de Mario, Shigeru Miyamoto y el fundador y director ejecutivo de Illumination, Chris Meledandri, anunciaron a través de las redes sociales de Nintendo, como parte de las celebraciones del Día de Mario (en inglés: Mario Day), una secuela de The Super Mario Bros. Movie, cuyo estreno está previsto para el 3 de abril de 2026 en Estados Unidos. Los directores, Aaron Horvath y Michael Jelenic, y el guionista, Matthew Fogel, regresarán para la secuela.

#### Otras películas
Bowser y el Super Champiñón aparecieron en la película animada Wreck-It Ralph de Disney en 2012; Félix menciona a Mario, pero no se lo ve en la película. La aparición original de Mario en el juego de arcade Donkey Kong hace un cameo en la película de comedia de acción y ciencia ficción Pixels en 2015.

### Cómics y manga
Super Mario-kun (スーパーマリオくん Sūpā Mario-kun?) es un manga kodomo japonés escrito e ilustrado por Yukio Sawada y serializado en CoroCoro Comic. Los capítulos individuales son recopilados en volúmenes tankōbon por Shogakukan, quien lanzó el primer volumen el 27 de julio de 1991. La serie solo ha sido autorizada en Japón y Francia, donde es publicada por Soleil Manga. El manga sigue a Mario y sus amigos a través de la trama de muchos videojuegos de la franquicia, comenzando en Super Mario World y llegando hasta Super Mario 3D World. Hay otra serie de manga que se publicó en cinco volúmenes con exactamente el mismo título, escrito y dibujado por Hiroshi Takase, también publicado por Shogakukan pero serializado en Pikkapika Comics.
Nintendo Comics System fue una serie de cómics publicados por Valiant Comics en 1990 y 1991. Era parte de un acuerdo de licencia con Nintendo, con personajes de sus videojuegos y las caricaturas basadas en ellos. Los cómics de Super Mario Bros. de Valiant se basaron en los tres videojuegos principales de Mario en la Nintendo Entertainment System, así como en The Super Mario Bros. Super Show. Los cómics de la franquicia se renovaron para 1991 con dos libros diferentes: Super Mario Bros. y Adventures of the Super Mario Bros.
Los librojuegos de Nintendo fueron librojuegos publicados entre 1991 y 1992. Constan de dos series, Nintendo Adventure Books y You Decide on the Adventure. Diez de los libros de Nintendo Adventure Books tratan sobre las aventuras de Mario y Luigi en el Reino Champiñón y se basan principalmente en los cómics de Valiant publicados para el sello de Nintendo Comics System. Dos de los libros de You Decide on the Adventure fueron dedicados a la franquicia: Super Mario Advance y Wario Land 4, escritos por Craig Wessel.
Super Mario Adventures es una antología de cómics que se publicó en Nintendo Power a lo largo de 1992, presentando a los personajes de la franquicia de Mario y basándose en el videojuego Super Mario World. La serie también se serializó en CoroCoro Comic en 1993. Fue ilustrado por Charlie Nozawa mientras que Kentaro Takekuma fue el responsable de la historia, que sigue a Mario y Luigi cuando intentan rescatar a la Princesa Peach luego de que Bowser la secuestrara con la intención de casarse con ella. Fue reimpreso el 12 de octubre de 2016. Inmediatamente después del final de Super Mario Adventures, Nintendo Power concluyó la antología con una historia de diez páginas basada en Super Mario Land 2: 6 Golden Coins titulada Mario VS Wario, que apareció en su edición de enero de 1993 y luego fue reimpresa en la novela gráfica.
En un momento, Archie Comics hizo una propuesta a Nintendo para un nuevo cómic de Mario similar a su serie de Sonic the Hedgehog, pero fue rechazada.
Una enciclopedia basada en Super Mario Bros. se publicó en Japón en octubre de 2015. En febrero de 2017, Nintendo anunció que la enciclopedia se lanzaría en Norteamérica y Europa en junio de 2017. Otra enciclopedia basada en la serie hasta Super Mario Maker fue publicada por Dark Horse Publishing el 23 de octubre de 2018.

### Juegos electromecánicos
Nintendo ha licenciado varios juegos electromecánicos para su uso en salas de juegos y casinos, incluidas dos máquinas de pinball populares de Gottlieb. La máquina Super Mario Bros., lanzada el 25 de abril de 1992, fue la primera máquina Gottlieb que incluía una pantalla de matriz de puntos que rastreaba las puntuaciones y varias animaciones. El juego compartió muchos de sus recursos artísticos con Super Mario World lanzado para SNES dos años antes, y presentó a Charles Martinet en su primer papel de doblaje como Mario, por el cual nunca le pagaron ni le acreditaron. Se fabricaron 4200 unidades. La máquina Super Mario Bros. Mushroom World se lanzó unos meses después, en junio de 1992, esta vez basado en Super Mario Bros. 3 para NES. Sólo se produjeron 519 unidades.
Otros juegos electromecánicos con licencia de Nintendo incluyen una máquina tragamonedas de Mario Kart 64 fabricada por Maygay, así como una serie de juegos de medallas de Mario Fushigi fabricados por Capcom. La serie Mario Fushigi comenzó en 2003 con Super Mario Fushigi no Janjan Land, luego Super Mario Fushigi no Korokoro Party en 2004, Super Mario Fushigi no Korokoro Party 2 en 2005 y Mario Party Fushigi no Korokoro Catcher 1 y 2.

### Productos

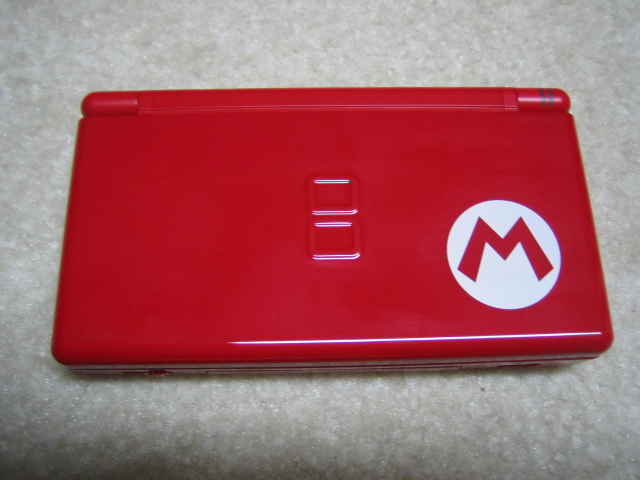
Una Nintendo DS Lite con temática de Mario.

Mario ha aparecido en loncheras, camisetas, revistas, pantalones, comerciales (en particular, en un comercial de Got Milk?), en forma de caramelo, en botellas de champú, cereales, insignias y como un juguete de peluche. En 1992, Gottlieb creó una máquina de pinball con temática de Super Mario. USAopoly ha lanzado múltiples versiones de juegos populares de tablero y de cartas con temáticas de Mario, incluyendo Monopoly (con una versión titulada «Monopoly Gamer» con personajes de la franquicia y nuevas reglas y otra versión inspirada en Mario Kart) TacDex, y Conecta 4. Nintendo también lanzó en 2017 un rompecabezas de Mario. LINE lanzó cuatro conjuntos de pegatinas de Mario con voces. LEGO lanzó conjuntos con temática de Mario. Fueron lanzados en agosto de 2020. Estos conjuntos cuentan con una figura electrónica de Mario que interactúa con otras partes del conjunto.

### Eventos
El «día de Mario» («Mario Day» en inglés) es un día festivo anual para conmemorar a Mario. Se celebra el 10 de marzo de cada año. Esta fecha se elige porque "MAR10" (según el formato de fecha estadounidense) se parece al nombre "MARIO". Los jugadores pueden conmemorar la ocasión jugando videojuegos de la serie, o con eventos temáticos de Mario, y coordinando en las redes sociales con el hashtag #NationalMarioDay. En 2016, Nintendo creó un video sobre el evento, donde Mario causó el caos en sus oficinas en Estados Unidos y «trajo un poco de alegría a la monótona jornada laboral de maneras que solo Mario podía».
El 14 de febrero de 2013, Nintendo comenzó el Año de Luigi. Esto incluyó un año de videojuegos con temática de Luigi como Dr. Luigi, Mario & Luigi: Dream Team, New Super Luigi U y Luigi's Mansion: Dark Moon. También en el juego de Super Mario 3D World se añadió como cameo a varios sprites de Luigi de 8 bits en muchos niveles del juego. Así mismo se lanzó como DLC el juego de Mario Bros. solo protagonizado por Luigi con el título "Luigi Bros.", y también se lanzó una versión alterna de Super Mario Bros. con el título "Super Luigi Bros." que es el juego de NES original protagonizado por Luigi pero la jugabilidad espejo (los escenarios están al revés a comparación del original). Una estatua de Luigi's Mansion fue lanzada a través del Club Nintendo. El 18 de marzo de 2014, finalizó el Año de Luigi.
En septiembre de 2020, Nintendo inició el evento del 35.° aniversario de Super Mario Bros., que duró del 3 de septiembre de 2020 al 31 de marzo de 2021. Este evento comenzó con un Nintendo Direct que anunció muchos videojuegos, además de cubrir productos temáticos de Mario ya lanzados, ropa y eventos dentro de videojuegos.

## Parques temáticos
Super Nintendo World es un área temática dentro de Universal Studios Japan y Universal Studios Hollywood, está en construcción para Universal Epic Universe y en desarrollo para Universal Studios Singapur. Las iteraciones de esta área y sus atracciones están inspiradas en la franquicia Super Mario, así como en las series derivadas de Yoshi's Island y Donkey Kong Country.

## Recepción
La franquicia de Mario ha recibido críticas positivas de críticos y jugadores y es considerada una de las mejores franquicias de videojuegos de la historia. Un artículo de 1996 en Next Generation declaró que «La evolución de la serie de Mario lideró el resto del mundo de los videojuegos de la mano, abriendo un camino y enseñando lecciones sobre mecánica de juegos, estructura y facilidad de juego para cualquiera que estudiara sus secretos».

## Impacto y legado
Mario ha aparecido en más de 256 videojuegos de varios géneros (incluidos los géneros de deportes, lógica, social, carreras e incluso videojuegos de acción en primera persona), y la franquicia de Mario es la franquicia de videojuegos más vendida de todos los tiempos. Al menos 31 videojuegos diferentes de Mario han vendido más de un millón de copias cada uno desde 1995. Esto incluye la serie principal de Super Mario, que ha vendido más de 370 millones de unidades en todo el mundo, así como la serie Mario Kart que vendió 154.26 millones de unidades, la serie Mario Party que vendió más de 56 millones de unidades, el videojuego Donkey Kong que vendió más de 125 mil máquinas arcade y seis millones de cartuchos Coleco, y Mario Bros. que vendió 1.72 millones de cartuchos Famicom. Hasta 2002, la serie Super Mario había recaudado más de 7 mil millones de dólares en ventas de software. En cuanto a productos, la franquicia solía generar más de 200 millones de dólares en ventas anuales.